# Eduardo Smith
Eduardo Smith (23 febbraio 1966) è un ex calciatore ecuadoriano, di ruolo centrocampista.